# Лэндон, Тимоти
Тимоти Лэндон (1942, Британская Колумбия — 2007, Англия) — британский и оманский офицер, сыгравший ключевую роль в создании современного Сулатаната Оман и государственном перевороте 23 июля 1970 года, который привёл к власти султана Кабуса. Впоследствии один из богатейших людей Англии. Кавалер Ордена Виктории.

## Биография
Сын британского генерала и канадки. После возвращения из Омана (куда он продолжал летать всю жизнь) его иногда называли «белым султаном», однако в реальности Лэндон был другом, соратником и советником правящего султана Кабуса.

## Семья
Жена — венгерская аристократка Каталина Эстерхази. Сын Артур — по мнению журналистов, богатейший молодой человек в Великобритании, близкий друг принцев Уильяма и Гарри.